# Christine Rolland
Pour les articles homonymes, voir Rolland.
Christine Rolland , née le 8 février 1954 à Moûtiers, est une skieuse alpine française.

## Résultats sportifs

### Coupe du monde
- Résultat au classement général : 35e en 1970. : 30e en 1971. : 16e en 1972. : 14e en 1973. : 32e en 1974.